# NGC 5646
NGC 5646 é uma galáxia espiral barrada (SBb) localizada na direcção da constelação de Boötes. Possui uma declinação de +35° 27' 43" e uma ascensão recta de 14 horas, 29 minutos e 33,8 segundos.
A galáxia NGC 5646 foi descoberta em 29 de Abril de 1881 por Édouard Jean-Marie Stephan.